# 焚き火

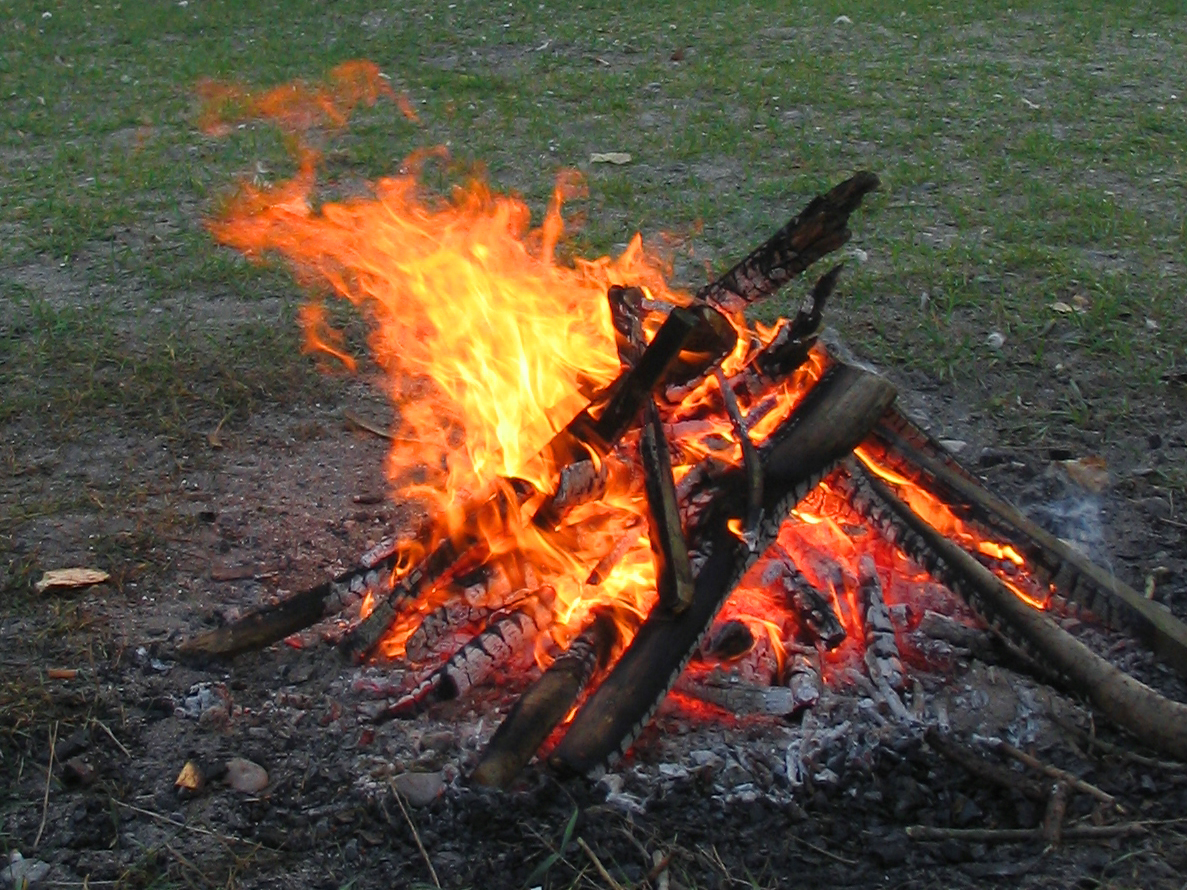
木の枝を使った焚き火

焚き火（たきび）とは、火を焚くこと、火を燃やすこと、および、その火を指す。
野焼きと厳密な区別はされないが、一般的に野焼きは廃棄物（ごみ）の焼却処分という意味合いが強い。
広辞苑は3つほど意味内容の例を挙げており「(1)かがり火、(2)かまどや炉などで焚く火、(3)庭などで落ち葉などを焚くこと。またその火」としている。
送り仮名を用いず焚火とも書き、「たきび」あるいは「ふんか」と読む。平易にたき火とも表記する。

## 歴史
北京原人の遺跡には焚き火の跡が残っている。遺跡の灰の状況から、彼らは火を絶やさせない工夫を行って、日常的に焚き火を行っていたことが確かめられている。年代は約50万- 約40万年前とされている。また30万年前のネアンデルタール人の遺跡からも炉の痕跡は見つかっている。たき火は熱源および光源としての役割を担う。
焚き火をうまく行うには、火を恐れない精神構造を獲得し、火の性質を理解した上で、薪をくべるタイミングを適切に行い、一連の作業を適切にこなす必要がある。人類の祖先は、以下の段階を経て焚き火の技術を確立したと推測されている。
1. 猿人の時代 ：火への恐怖の克服と観察と実験。
2. 猿人から原人の時代 ：火の特質の理解と利用法の発見。
3. 原人の時代 ：焚き火による火の保存と日常的な利用の確立。

観察と実験の機会としては、落雷や風の作用による自然発火がもたらす野火との偶然もしくは必然の出遭いが通常的に考えられるほか、火山噴火口や溶岩への積極的接近もあり得る。発火技術の発明と発火技術の向上は、クロマニョン人の時代に成されたと考えられている。

## 歴史と文化

### 信仰
炎や火に信仰が寄せられることはよくあり、それに関連して野外での焚き火が宗教的に行われることもある。いわゆる火祭りでは大きな焚き火が作られることが多い。バラモン教に起源し、仏教や神道にも伝播している護摩も、「焚く」「焼く」を原義とする焚き火の儀式である。また、篝（かがり）を用いた篝火（かがりび）ではあるが、日本伝統の薪能も、決して遠いものではない。
英語では焚き火を "a fire"、"a bonfire"、焚き火をすることを "build a fire (bonfire)" と表現する。bonfire については後期中英語の banefire (bone+fire)  が語源であり、疫病で死んだ人や罪人の骨を燃やす昔の厳粛な行事に由来があるとされる。
フランス東部および南ドイツ地方にはフンケンフォイアー（構成：火の粉＋炎＝篝火［かがりび］）という習慣があり、クリスマスなどで使用した樅（もみ）の木などを「灰の水曜日 Funkensonntag （フンケンゾンターク）」に燃やして祈る習慣がある。これはキリスト教の到来以前から当地にあった異教の習慣の名残とされ、2010年にはオーストリアのユネスコ無形文化遺産に指定された。花火を詰めた人形を魔女に見立てて樅の木に結わえ付け、一緒に燃やすのが特徴である。
キリスト教国では広く、聖ヨハネの日の前夜に焚き火「聖ヨハネの火 (St. John's Fire)」をともす習慣がある。

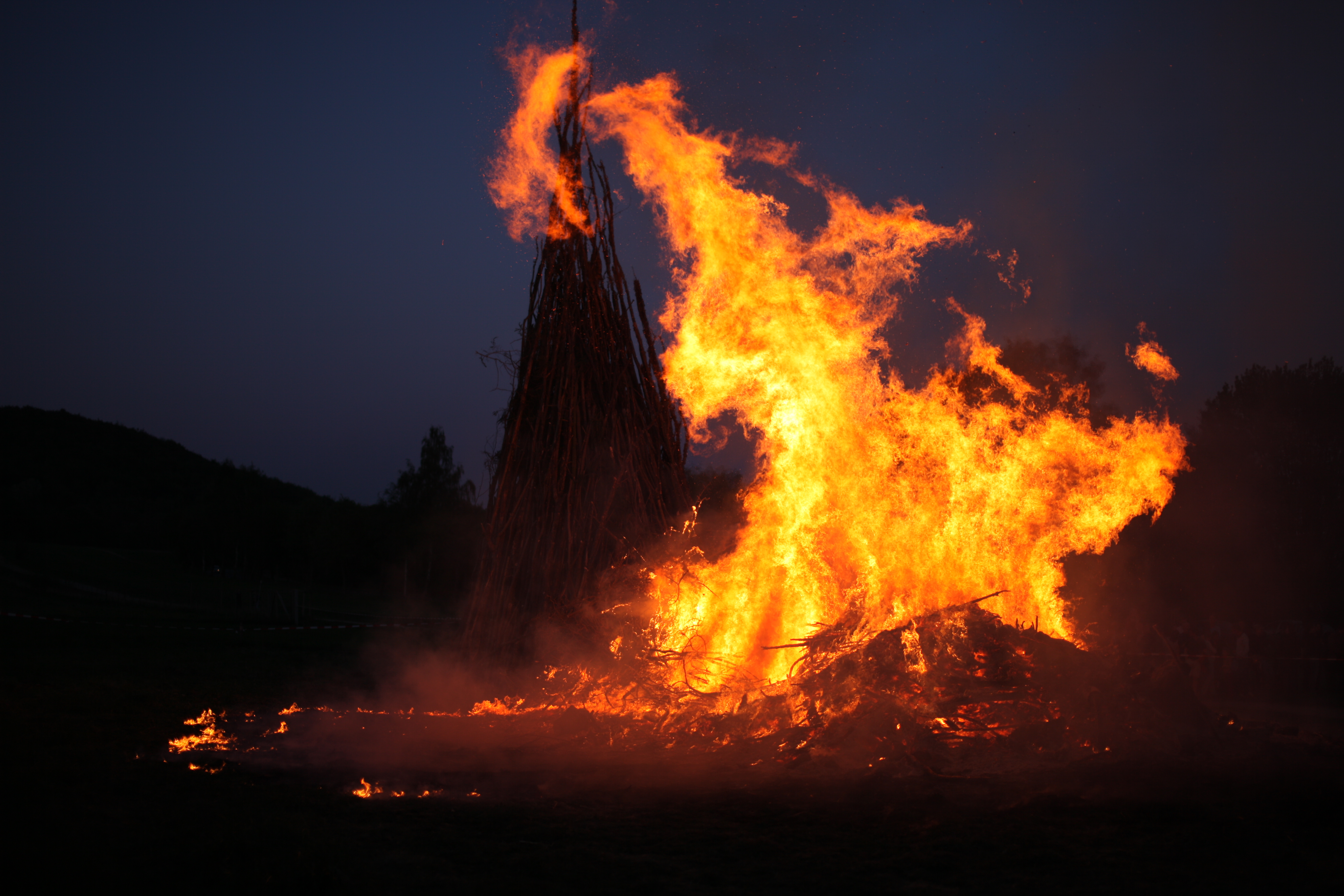
焚き火の火はそれ自体が信仰の対象ともなった。画像はドイツ中央部のゲッティンゲンで行われるイースターファイアー（英語版）。
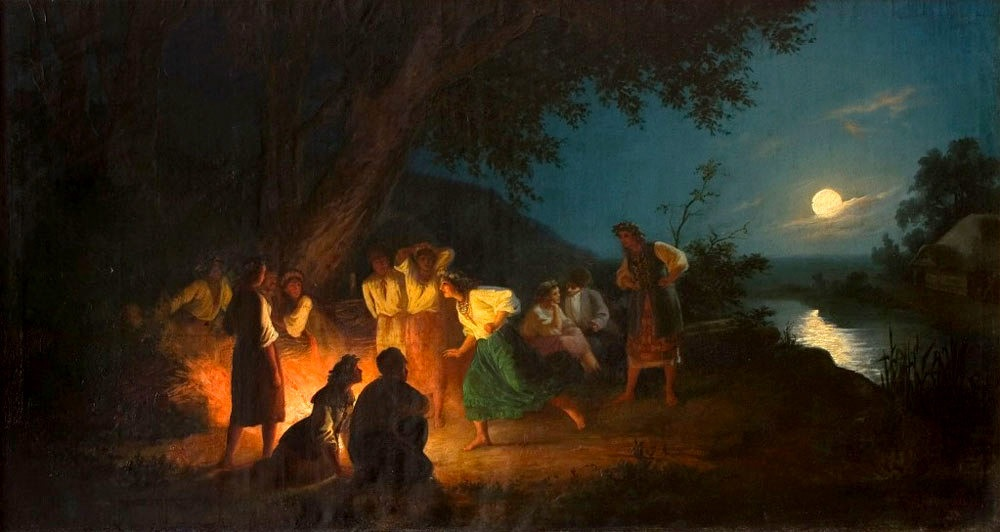
キリスト教正教会の夏至祭「イワン・クパーラ」で行われる焚き火越えを描いた油彩画／ヘンリク・シェミラツキ（英語版） "Night on the Eve of Ivan Kupala"。1892年の作
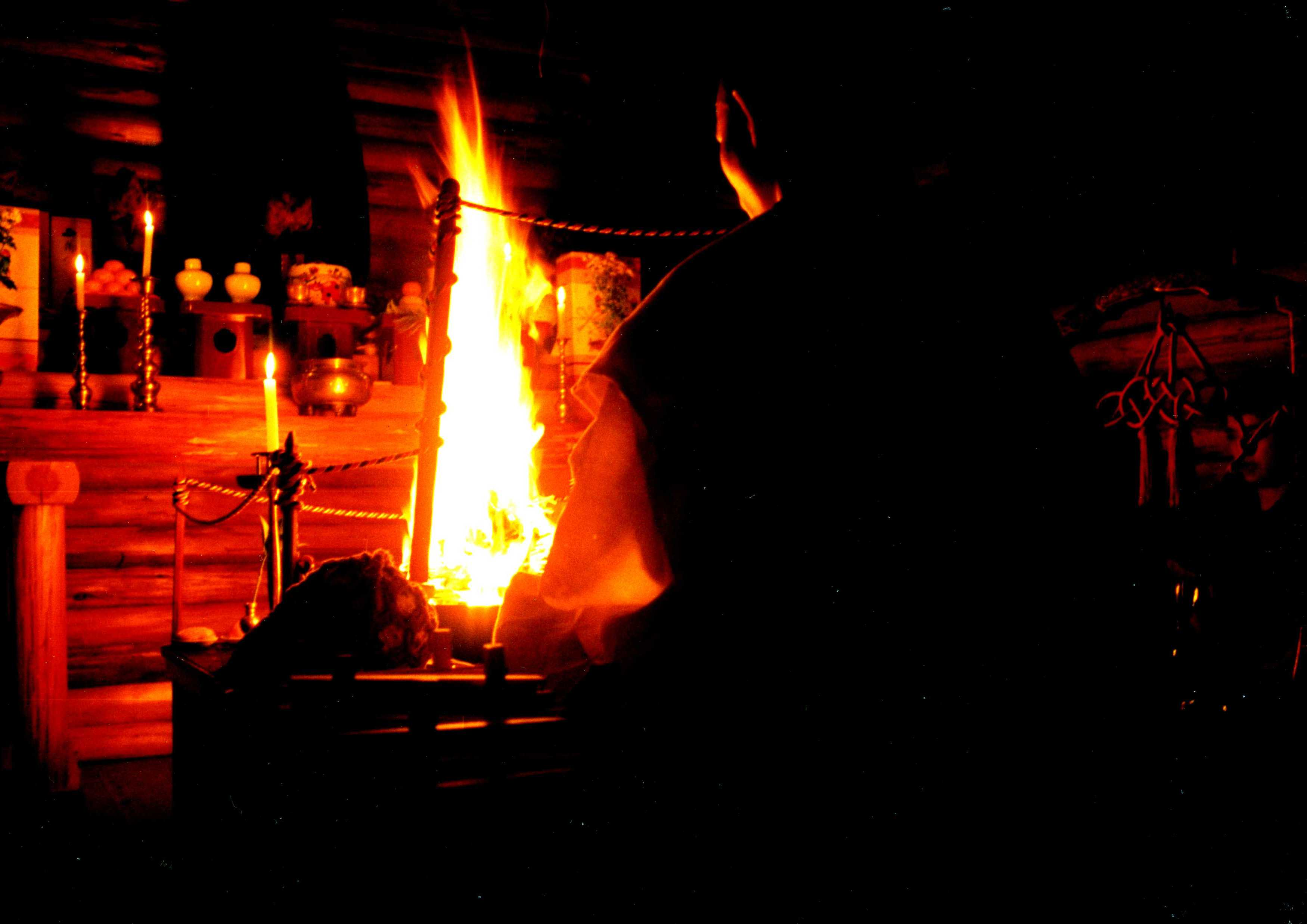
金峯山寺の護摩(撮影地・吉野山）。
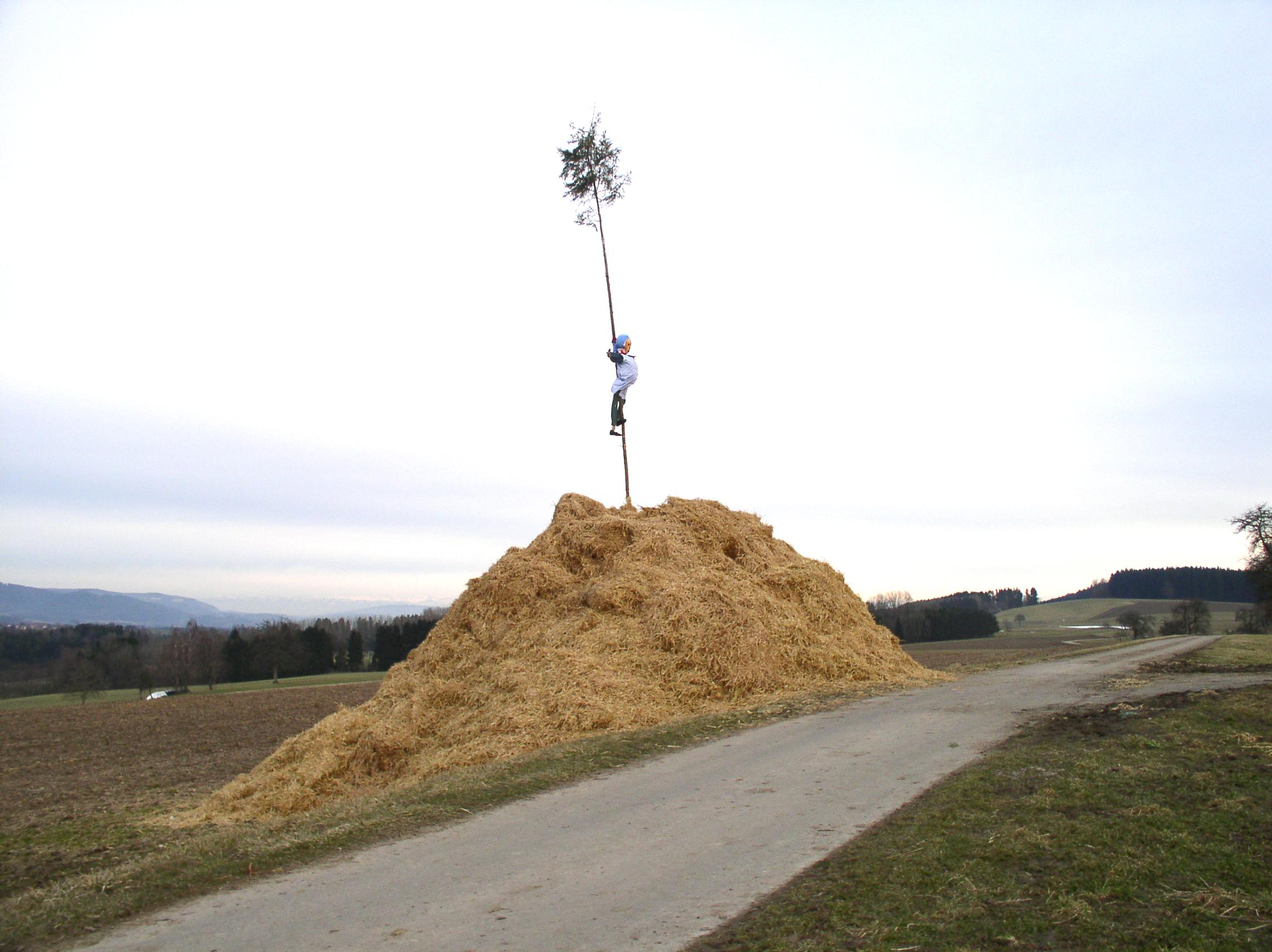
フンケンフォイアー（英語版）の準備風景。樅の木に結わえつけられた魔女の人形が中央に見える。撮影地はドイツ南西部のジグマリンゲン。

### 日本の焚き火
焚き火の痕跡は、旧石器時代（約1万8000 - 1万6000年前）のものが長崎県佐世保市の洞窟内で見つかっている。
文献的な初出は、日本書紀の「天石窟之条」の火処焼（ほどころたき）とされる。また平安時代の古語拾遺には「庭燎挙して」とあり、令義解にも同類の記載がある。この時代の宮中や神社の夜間の儀式では庭上適宜の所に穴を掘って火処（ほどころ）となし、松薪を積み、火を焚くことがみられた。
日本人は焚き火を晩秋から冬にかけての季節の風物詩と捉え、自宅の庭、寺社の境内、その他の公共の場（昔ながらの趣きで言えば、町内など）の落ち葉や枯れ木の焼却処分を目的に焚き火（落ち葉焚き）を行ってきた。単に燃やすだけではもったいないと考えたため、サツマイモや餅、ミカン、クリの実などをくべて、焼いて食する文化を持っていた（焼き芋、焼きみかん、焼き栗など）。大晦日の寺社境内で行われる焚き火などは今も昔も変わりない風情をもって人々に楽しまれている。俳句等において、「焚火/焚き火（たきび）」は、「朝焚火（あさたきび）」「夕焚火（ゆうたきび）」「夜焚火（よたきび）」「焚火跡（たきびあと）」と共に三冬の季語である（分類は人事）。また、「落葉/落ち葉（おちば）」、「落葉焚/落葉焚き/落ち葉焚き（おちばたき）」「落葉焚く/落ち葉焚く（おちばたく）」も、三冬の季語である（分類は、植物、人事）。
焚火かなし　消えんとすれば　育てられ　高浜虚子
また、1941年（昭和16年）に発表された童謡「たきび」は、昭和世代を中心に日本人が慣れ親しんできたものである。

## 用途
調理
焚き火で調理する場合、炎を安定化するために石を積んで囲うなど、簡便な竈（かまど）を作る場合もある。一斗缶やドラム缶が火所（火床）として利用されることがあるが、通気孔を空けていないと不完全燃焼による煤（すす）が立ちのぼりやすい。
照明
煙幕
燻煙
動物への行動
蜂を大人しくさせ、穴の中の獣などを追い出すのに使用される。

### 狼煙

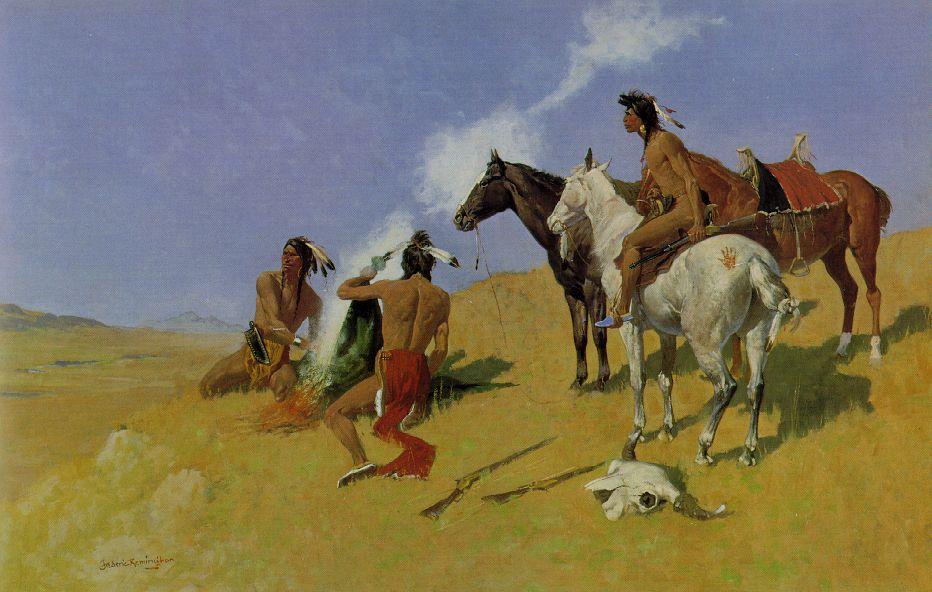
焚き火の煙は狼煙の発明に繋がった

焚き火の際に発生する煙は、これを積極的に利用する発想に繋がり、目視による通信手段の一つである狼煙（のろし）が考案され、古代ローマ時代以降では軍事目的の通信にも利用されるようになった。

## 焚き火の方法

### 単純な方法
環境が整っていれば、焚火を行うのはきわめて簡単である。
たとえば、晴天がつづいている状態ならば、近くに林がある状態で焚火を行おうとする場合、地面に落ちている小さな枯れ枝を拾い集めて、それを（周囲に延焼しないような、周囲に燃えるものが無い）安全な場所に置き、それに着火するだけで焚火はできる。着火時、枯れたわらなども少量用意し、そこから着火し、細い枝に火を広げればよい。もし、焚火の火力を強くしたい場合は、幾種類かの太さの枝や丸太などを用意し、徐々に、細い枝 → 中くらいの枝 → 太い枝 → 丸太などと、燃料となるものを太くしてゆけばよい。

### ダコタ方式

ダコタ方式

ダコタ族が狩りの期間に使用した方式で、メリットが多いため米軍でも使用される。地面に2個の穴を掘り底部を繋げ、片方の穴の中で火を燃やす方式である。燃焼効率が良いため、多少水分のある木でも燃やせ、光や煙が出にくく敵や獲物に発見され難く、強風などの気象条件が悪い時でも利用でき、火事になる心配もない。

### 困難な場合
天候や気温、地形・地質などによっては、焚火は行うことが難しいことがある。
降雨後は、地面に落ちている枯れ枝は濡れていて着火が困難である。またせっかく作った薪も、うっかり雨にさらしてしまうと着火が困難である。そのような場合は、薪をナイフや鉈などで細かく“笹掻き”状に傷をつける。濡れた表面を削ぎ落として乾いた内部を露出させ、表面積を増やすことで着火性を高める。
雪上や、寒冷地では濡れた地面に直接薪を置けないため、太くて燃えにくい生木で火床を作り、その上に薪を並べて焚き火する。薪を組む際は、太い薪を格子状に組み上げ、日本での場合、細かく裂いた薪、マツやヒノキなど天然樹脂を多く含んだ針葉樹、よく乾燥した落ち葉、シラカンバの樹皮などを導燃材として格子の中で焚く。火力をうまく得ることができれば、相当大きな倒木や流木なども燃焼させることができる。薪が湿っていたり、生木を燃やす場合は、“笹掻き”にして火床として並べる、ないしは、導燃材や乾燥した薪が燃焼している周辺に格子状に積み上げ乾燥させながら、順次投入する。

### 消火法
焚火をしっかりと消して終えるには、周囲の土や砂などを大量にかけるとよい。酸素が遮断されることや、冷えた土や砂によって炎の中心部（コア）の温度が一気に下がり、燃焼が停止する。なお、焚火にまだ残り火があるような段階で水をかけるのはあまり得策ではない。水蒸気と灰と煙が混じり合ったものが一気に立ち上がり、眼に飛び込んだり火傷の危険がある。まずは土や砂をかけて十分に冷やし、その後に水をかけるとよい。
そのほかに、薪を一本ずつ水に投入する。空気との接触面を増やし燃え尽きるようにして待つ。燃料を火消し壺に入れて蓋をすることで空気を遮断し窒息消火を行う方法もある。この方法では、炭を再利用することも可能である。

## 道具・マナー

### 焚き火台の使用

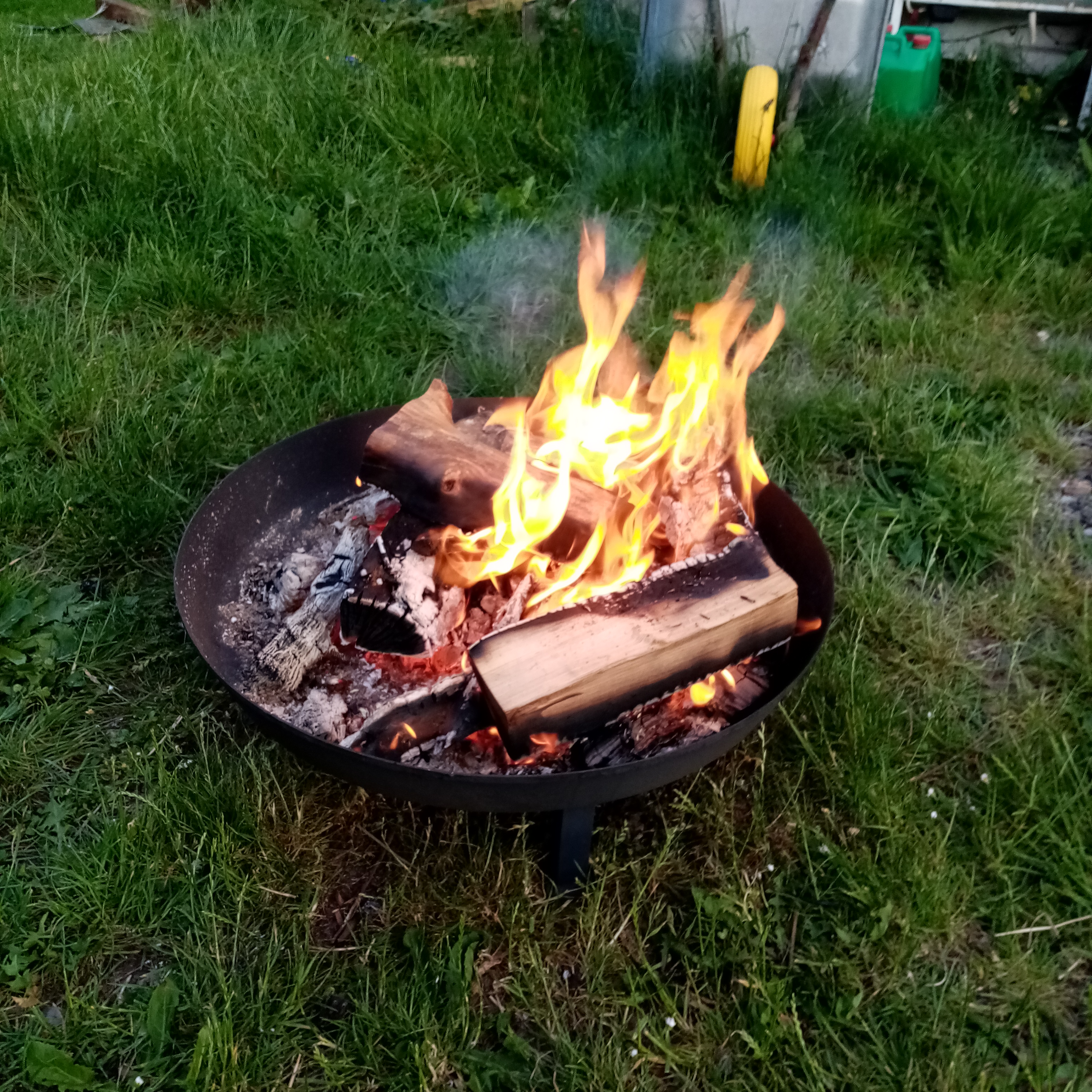
焚き火台

焚き火台は焚き火を地面から離して行うための道具であり、軽量、折りたたみ可、空気孔が開いているなどの工夫がされている。
地面に直接薪や落ち葉を置き、それを燃やすことを直火という。
地面の可燃物に延焼する可能性があるため非常に危険であり、また焚き火のあとに黒い炭を残してしまうため、キャンプ場などで禁止されていることが多い。

### 煙害の防止

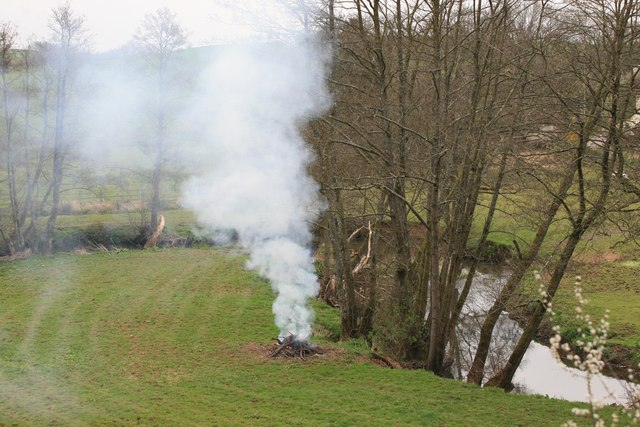
焚き火と煙

風向きに注意し、煙を他の建造物などに流れないようにする。煙が発生した場合はその燃料を取り除く。燃料は十分に乾燥させる。
またゴミを燃やすと悪臭や煤、有害なダイオキシン類などを周りに出す。廃棄物処理法や自治体の条例で禁止される行為である。

## 危険性

### 火災

#### 建物火災
焚き火は火事の主因の一つである。
警察が発表している白書によると、焚き火は火事の原因のうち2位につけている。
火は必ず消火まで管理しなければならない。。

#### 山火事
乾燥した気候や地形では、安易な焚き火が周辺住居への火災や大規模な森林火災（山火事）の原因となる可能性があるため、気候条件、周囲の建築物、地形・植生などにも十分に配慮する必要がある。
焚火を行う際には、近くに燃えやすい落ち葉などを避け、火を制御できないほど大きくしない。
焚き火は管理を誤ると容易に火災となり得る。林野庁の調査によれば、日本国内の山火事の原因は、落雷など自然発火によるものはまれであり、殆どが人為的な理由であり、その中で最も多い原因が焚き火であったと分析されている。
山火事となると、森林失火罪（森林法第203条）の他、他人の住居や人が焼死する場合もあるため、現住建造物等失火罪などの罪が加わり、損害賠償額も過大な額となるケースもある。

### 火傷
砂浜や土に埋めて見えなくなった燃え残った炭や燃えさしによって火傷を負うケースや再発火も報告されている（砂に埋めても分解されず事故にもなることから自治体によっては禁止）。きちんと消火して持ち帰るように。

### 大気汚染
焚き火は不完全燃焼であるため、ばい煙を発生させ周囲の空気を汚染する。

### 生態系への悪影響
森林で焚火をすると菌根菌のツチクラゲが発芽し、周囲の立木にツチクラゲ病の感染を広げ大規模な立木の壊死を引き起こす。そのため欧州では林内の焚火を禁止している。初期段階では、火災や焚火があった場所の周囲の土を掘って森林から除去することで感染拡大を最小化することができる。
また、立木や根のそばで焚き火を行うと熱により木が枯れてしまう。

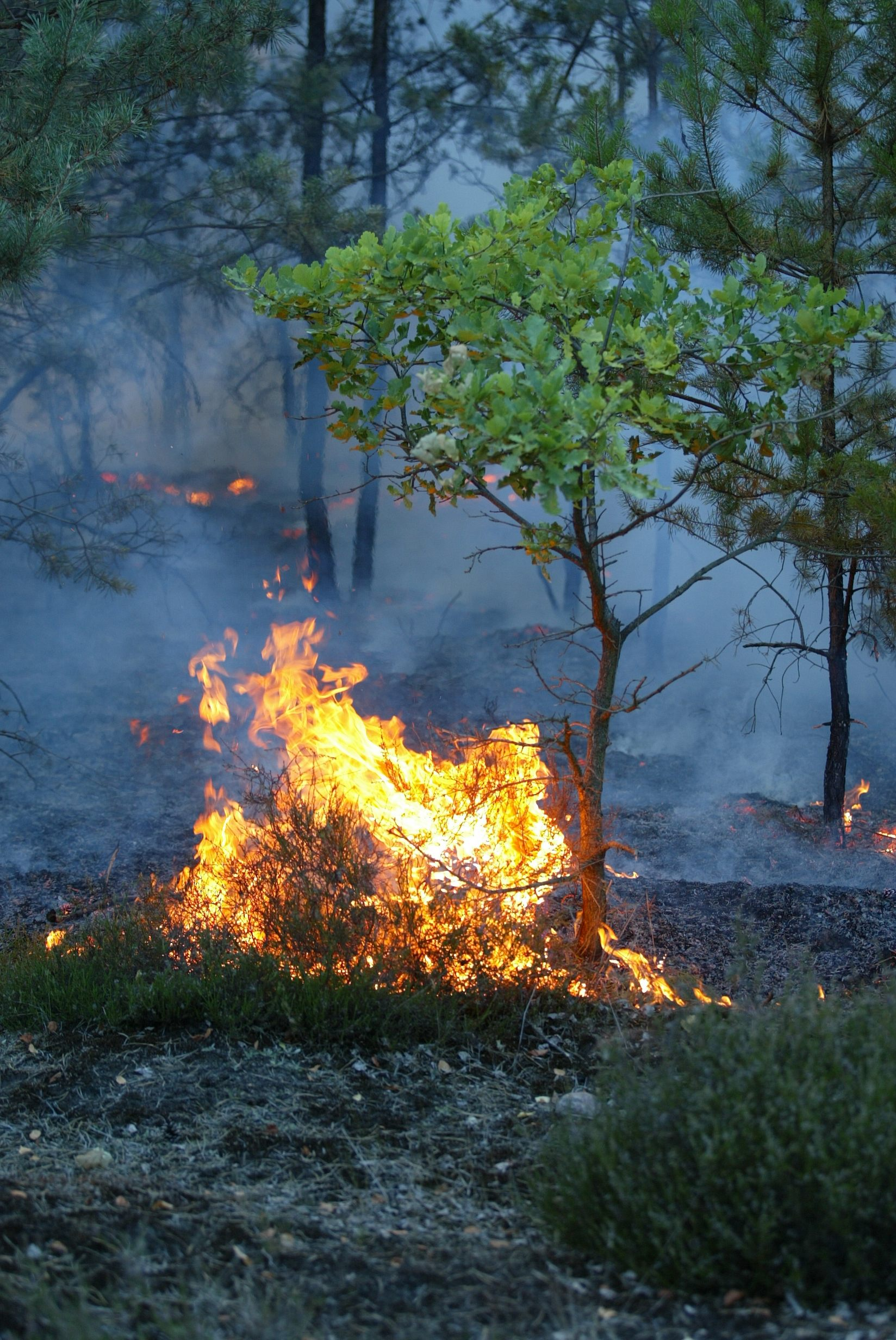
山火事
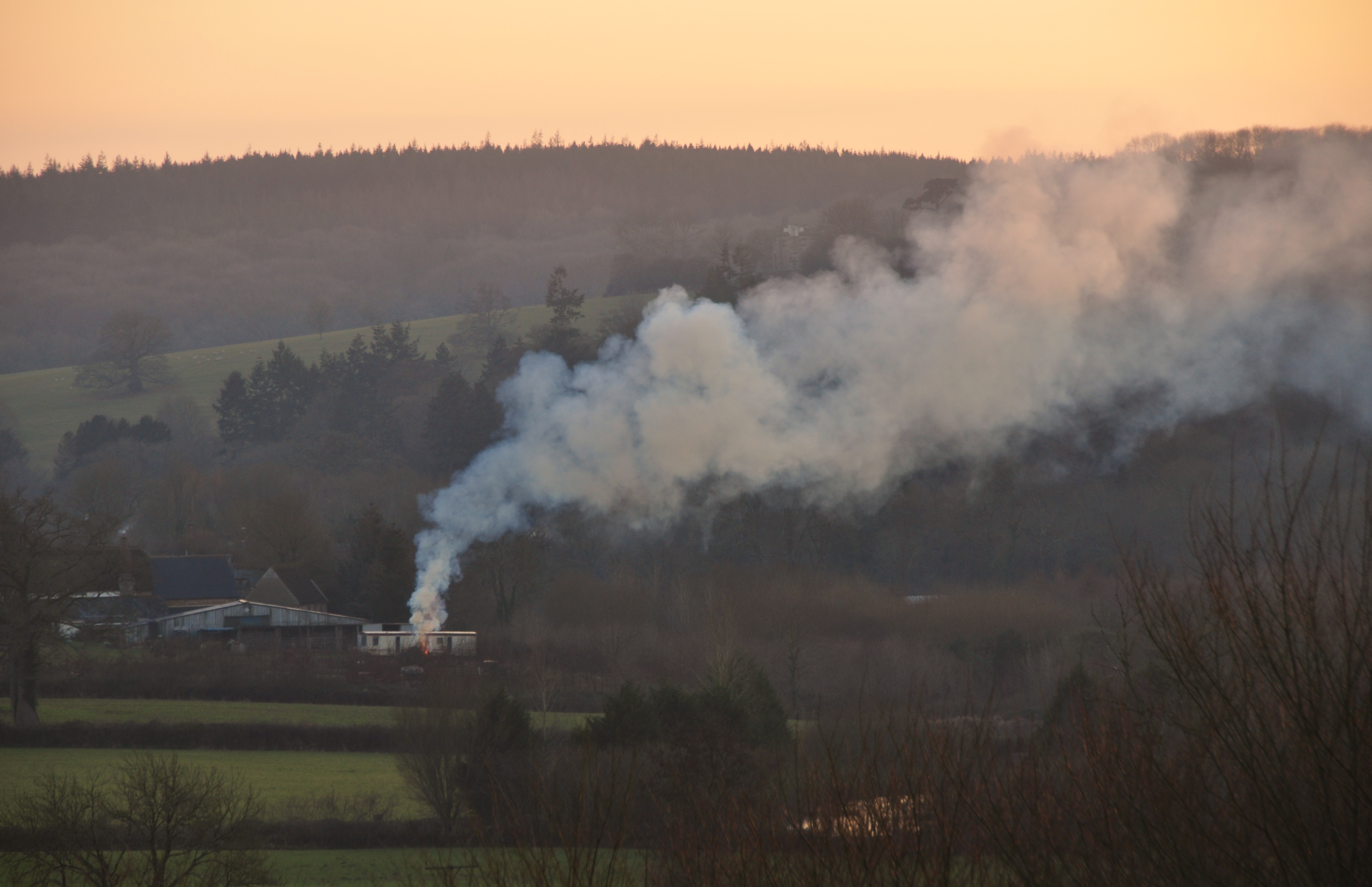
不完全燃焼による大量のばい煙

## 関連法規

### 日本
環境省は公の場で「焜炉（こんろ）は焚き火に入るかと聞かれた場合に、そうではない」「自然公園法上は、焜炉は規制の対象外」と明言している。つまり焚き火は、アルコールストーブ、バーベキュー焜炉、卓上型カートリッジ式焜炉（カセットコンロ。cf. 焜炉）、七輪などとは別物だと考えられている。
焚き火に関係する場合がある現代の法規としては、以下のものがある。
軽犯罪法
軽犯罪法第1条9号では、「相当の注意をしないで、建物、森林その他燃えるような物の附近で火をたき、又はガソリンその他引火し易い物の附近で火気を用いた者」を拘留又は科料に処すことが定められている。したがって焚き火を、建物や森林の付近で行ったりガソリンなどの引火しやすい物の近くで行ったりすると、刑法犯となる可能性がある。
自然公園法
日本の自然公園は、自然公園法によって4つの地区・地域に分かれており、その中の一つに「特別保護地区」のエリアが指定されている箇所がある。指定箇所では焚き火は事前の許可が必要となっている（罰則あり、ただし非常災害のために必要な応急措置として行う行為は規制されていない。また、自然公園法では特別保護地区以外の3つの地区・地域では許可を必要としない）。なお環境省は公の場で「焜炉（こんろ）は焚き火に入るかと聞かれた場合に、そうではない」「自然公園法上は、焜炉は規制の対象外」と明言しておりアルコールストーブ、バーベキュー焜炉、卓上型カートリッジ式焜炉（カセットコンロ。cf. 焜炉）、七輪などは含まれないと考えられ、特別保護地区内での常識的な使用においてこれら専用の加熱器具の使用に許可申請は必要ない。
自然環境保全法
自然環境保全法には自然環境保全地域（10地域）、原生自然環境保全地域（5地域）、都道府県自然環境保全地域（537地域、2009年現在）の3種類の地域が設定されており、その中の原生自然環境保全地域の5地域のみで焚き火行為は原則禁止されている（罰則あり）。
都市公園法
都市公園法11条4号では公衆の都市公園の利用に著しい支障を及ぼす怖れのある行為が禁止されており、その具体例として施行令18条3号で「公園管理者が指定した場所以外の場所で焚き火をすること」が挙げられている（罰則として10万円以下の科料あり）。なお、この法律が焚火を禁止するのは、国の設置に係る都市公園（国営公園）のみで、各自治体の設置に係る都市公園での焚火を禁止する法律ではない。また、自然公園法によって指定されている自然公園には、この法律は適用されない。
都市公園条例
各自治体の設置に係る都市公園について、条例によって焚き火が規制されていることがある（たとえば「渋谷区立都市公園条例」13条(9)、５万円以下の過料あり（41条(2)））。
消防法及び火災予防条例
消防法3条では、焚き火は（喫煙同様に）消火のための準備をしていない状態で焚火を行うと、同条の規定にもとづいて、消防署長その他の消防吏員が「必要な措置をとるべきことを命ずることができる」、とされている。
消防法3条の原文は以下の通り。「消防長（消防本部を置かない市町村においては、市町村長。 第六章及び第三十五条の三の二を除き、以下同じ。）、消防署長その他の消防吏員は、屋外において火災の予防に危険であると認める行為者又は火災の予防に危険であると認める物件若しくは消火、避難その他の消防の活動に支障になると認める物件の所有者、管理者若しくは占有者で権限を有する者に対して、次に掲げる必要な措置をとるべきことを命ずることができる。」「火遊び、喫煙、たき火、火を使用する設備若しくは器具（物件に限る。）又はその使用に際し火災の発生のおそれのある設備若しくは器具（物件に限る。）の使用その他これらに類する行為の禁止、停止若しくは制限又はこれらの行為を行う場合の消火準備」。
また、消防法22条3項に基づく火災警報発令時などに、各自治体の火災予防に関する条例で火の使用が制限・規制されている可能性がある（罰則を含む。しかし火災警報が発令されることは過去の事例ではきわめて稀である）。
一部の条例による規制
焚き火はしばしば近隣住民の苦情やトラブル（洗濯物が汚れる、住居の外壁に煤（すす）がつく、悪臭が発生する等）の原因となり、また近隣住民による都市公園などの清掃ボランティアなどでも、かつては、枯れ木や落ち葉・雑草などの露地焼きがしばしば行われたが、おおよそ昭和から平成へにかけて露地焼きが原則として禁じられるようになり、枯れ木や落ち葉などは市区町村のごみ収集に出されるのが一般的になった。
焚き火は三冬の季語であり、晩秋から冬にかけての風物詩であるが、都市化や住宅化が進んだ地域では歓迎されなくなっている。近隣住民の請願や話し合いの結果として、規模や場所、時間帯あるいは焚き火の性質、通知・注意義務などが条例や規則あるいは管理規定として、焚き火が規制・制限されていることがある。
一部の管理組合等による自主規制
一部の計画都市や集合住宅地などでは自主的な管理規則として、敷地内での焚き火行為が禁止されていることがある。この場合管理指示に従わない焚き火行為（管理規則違反）は威力業務妨害罪あるいは民事上の損害賠償請求の対象となる可能性がある。
ゴミ焼却
1997年（平成9年）に大阪府豊能郡豊能町におけるダイオキシン騒動が起きて以降、専門の焼却施設以外でのゴミの焼却は危険視されるようになった。 ごみ（廃棄物）を燃やすことは廃棄物処理法に基づく不法焼却（16条の2）による規制対象となる可能性がある（しかし本法では原則として「焚き火」と「軽微な範囲での廃棄物の焼却」は規制されていない）。

### 米国
各州により異なるが、傾向としては原則禁止のうちにいくつかの例外が設定されている。
一例としてNY州の例を挙げる。
- 小規模の焚き火は許可されている
- 燃やして良いものは木炭または塗装などの処理がなされていない乾燥した清潔な木材のみと定められている
- 完全に消火するまで火元を離れることは禁止
- 山火事のリスクが大きい時期は許可されない
- ゴミを燃やすことは例外なく違法とされる

### オーストラリア
火事が起きそうな期間は、消防局によって Total Fire Ban（火気使用禁止令） が発令され、火の取り扱いを制限する。この期間にマッチやたばこのポイ捨て、野外調理等が通報されれば逮捕される。